# Anton Goebel
Anton Goebel (vollständiger Name Joseph Anton Karl Ernst Goebel, * 15. September 1824 in Boppard; † 1. Dezember 1898 in Heiligenstadt) war ein deutscher Klassischer Philologe und Gymnasialdirektor.
Anton Goebel stammte aus einer katholischen Apothekerfamilie. Er war der Sohn des Kreisphysikus Anton Goebel und seiner Frau Wilhelmine geb. Neukirch; die Familie lebte seit 1823 in Boppard und seit 1835 in Attendorn. Nach dem frühen Tod beider Eltern wuchs Anton Goebel in Attendorn bei seinem Onkel auf, dem Apotheker Joseph Goebel (1807–1876).
Goebel besuchte zunächst die Elementarschule und das Progymnasium zu Attendorn, dann die Gymnasien zu Paderborn und Münster. Nach der Reifeprüfung (Herbst 1844) studierte er am Philologisch-Pädagogischen Seminar der Akademie Münster. Bei den Professoren Ferdinand Deycks, Heinrich Wilhelm Grauert, Johann Christoph Schlüter und Franz Winiewski besuchte er Lehrveranstaltungen in den Fächern Klassische Philologie, Germanistik, Geschichte und Romanistik, daneben auch Philosophie und Anglistik. Für ein Semester wechselte er an die Universität Tübingen, wo er Hebräisch lernte. Anschließend ging er an die Ludwig-Maximilians-Universität München, wo er Vorlesungen bei Ernst von Lasaulx und Friedrich Thiersch hörte. Zu Ostern 1847 wechselte er an die Berliner Universität zu Immanuel Bekker, August Boeckh, Karl Wilhelm Ludwig Heyse und Karl Lachmann. Nach einem Jahr kehrte er nach Münster zurück, leistete seinen Militärdienst ab und bereitete sich auf das Examen vor, das er kurz nach seiner Promotion zum Dr. phil. (Ostern 1849) bestand.
Nach dem Studium unternahm Goebel eine halbjährige Forschungs- und Bildungsreise durch die Schweiz, Südfrankreich und Italien. Anschließend war er zahn Jahre lang an vielen verschiedenen Stellen im Schuldienst tätig. Das Probejahr trat er am Gymnasium Laurentianum Arnsberg an. Zu Pfingsten 1850 ging er als Hilfslehrer an das Gymnasium Laurentianum Warendorf, im Herbst 1850 als Vertretungslehrer an das Gymnasium zu Koblenz. Seine erste Festanstellung als ordentlicher Lehrer erhielt er im Herbst 1851 am Gymnasium zu Düren. Nach einem Jahr wechselte er an das Gymnasium zu Trier, aber bereits 1854 kehrte er als Oberlehrer nach Düren zurück. Zu Ostern 1856 übernahm er die Studiendirektion der Rheinischen Ritterakademie zu Bedburg, aber bereits im Herbst des Jahres legte er diese Stelle nieder. Zum 1. Januar 1857 nahm er eine Lehrerstelle am Gymnasium Theresianum in Wien an, wo er auch reiche Anregung für seine wissenschaftlichen Interessen fand. Aber auch dort blieb Goebel nur zwei Jahre. Am 1. März 1859 nahm er seinen Abschied.
Zu Ostern 1859 wurde Goebel Direktor des Gymnasiums zu Konitz in Westpreußen, wo er sieben Jahre lang tätig war. Zu Ostern 1866 ging er als Regierungs- und Provinzialschulrat nach Königsberg. In diese Zeit fiel die Proklamation der Unfehlbarkeit des Papstes auf dem 1. Vatikanischen Konzil (1870), der sich Goebel (als Katholik) entschieden entgegensetzte. In seiner Eigenschaft als Provinzialschulrat brachte er viele preußische Gymnasiallehrer dazu, sich dem Protest aus Königswinter (Erklärung vom 14. August 1870) anzuschließen.
Im Mai 1875 wechselte Goebel als Provinzialschulrat an die Schulbehörde in Magdeburg, wo er bis zu seinem Eintritt in den Ruhestand (1892) blieb. Er wurde 1884 zum Geheimen Regierungsrat ernannt.
Neben seiner Tätigkeit im Schuldienst verfolgte Goebel stets seine wissenschaftlichen Interessen. Er beschäftigte sich intensiv mit den griechischen und lateinischen Dichtern, besonders mit der Sprachgeschichte der homerischen Epen. Sein Lebenswerk mündete in einen zweibändigen Lexilogus zu Homer und den Homeriden (1878–1880), der noch lange nach seinem Erscheinen in Gebrauch blieb. Obwohl in vielerlei Hinsicht veraltet, stellt er immer noch eine materialreiche Grundlage der homerischen Wortkunde dar.
In Wien wertete Goebel eine alte Handschrift (10. Jahrhundert) aus, die Texte der römischen Satiriker Persius und Juvenal enthielt. Diese Handschrift bot nach Goebels Erkenntnissen den ältesten greifbaren Textzustand der Persius-Satiren, was die spätere Forschung allerdings zurückgewiesen hat.

## Schriften (Auswahl)
- Euripides de vita privata ac domestica quid senserit. Münster 1849 (Dissertation)
- De Troiae ludo. Düren 1852 (Schulprogramm)
- De epithetis Homericis in εις desinentibus. Wien/Münster 1858
- Über eine bisher ganz unbeachtet gelassene Wiener Juvenal-Handschrift aus dem X. Jahrhundert als einzige Handschrift der ältesten und unverdorbensten Recension Juvenals. Wien 1859
- Iuvenaliana und Persiana aus einer Wiener Pergament-Handschrift des X. Jahrhunderts. Berlin 1859 (Schulprogramm)
- Homerica oder etymologische Untersuchungen über Wurzel ἀν und damit Zusammenhängendes. Münster 1861
- Novae quaestiones Homericae. Berlin 1865 (Schulprogramm)
- Lexilogus zu Homer und den Homeriden. Mit zahlreichen Beiträgen zur griechischen Wortforschung überhaupt wie auch zur lateinischen und germanischen Wortforschung. Zwei Bände, Berlin 1878–1880. Nachdruck Amsterdam 1967